# Giovanni Lonardi
Giovanni Lonardi, nascido a  9 de novembro de 1996 em Verona, é um ciclista profissional italiano que actualmente corre para a equipa Nippo-Vini Fantini-Faizanè.

## Palmarés
2018 (como amador)
- 1 etapa do Giro Ciclístico d'Italia
- Circuito do Porto-Troféu Arvedi
- La Popolarissima

2019
- 1 etapa do Tour de Taiwán
- 1 etapa do Tour de Tailândia[2]

## Resultados nas Grandes Voltas
| Carreira        | 2019 |
| --------------- | ---- |
| Giro d'Italia   |      |
| Tour de France  | -    |
| Volta a Espanha | -    |

-: não participa 

Ab.: abandono 